# Félix Struye de Swielande

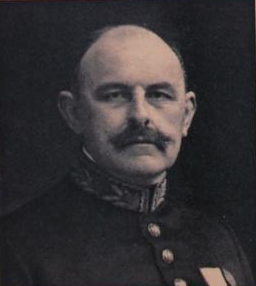
Félix Struye de Swielande

Félix Aloïs Marie Joseph Antoine Ghislain Struye de Swielande (Ieper, 14 oktober 1871 - Gent, 15 december 1942) was een Belgisch senator.

## Levensloop
Félix Struye was een zoon van Aloïs Struye (1825-1897) en van Marie-Anne Broers (1839-1871). Hij was een kleinzoon van het lid van het Nationaal Congres Félix Struye-Provoost. Eugène Struye was zijn oom. Hij trouwde in Roermond met barones Henriette de Bieberstein Rogalla Zawadzka (Roermond, 1872 - Gent, 1947). Ze hadden vier zoons, die voor een talrijk nageslacht hebben gezorgd.
In 1908 werd Struye opgenomen in de erfelijke Belgische adel en in 1932 kreeg hij vergunning, voor zichzelf en voor zijn nageslacht, 'de Swielande' aan zijn familienaam toe te voegen.
Hij werd gemeenteraadslid van Ieper. Van 1912 tot 1925 was hij katholiek senator:
- van 1912 tot 1921 rechtstreeks verkozen voor het arrondissement Oostende-Diksmuide-Ieper,
- Van 1921 tot 1925 provinciaal senator voor West-Vlaanderen.

## Publicatie
- Flamands et activistes. Court exposé de la question flamande, Lausanne, 1918.